# Weilbachs Kunstnerleksikon

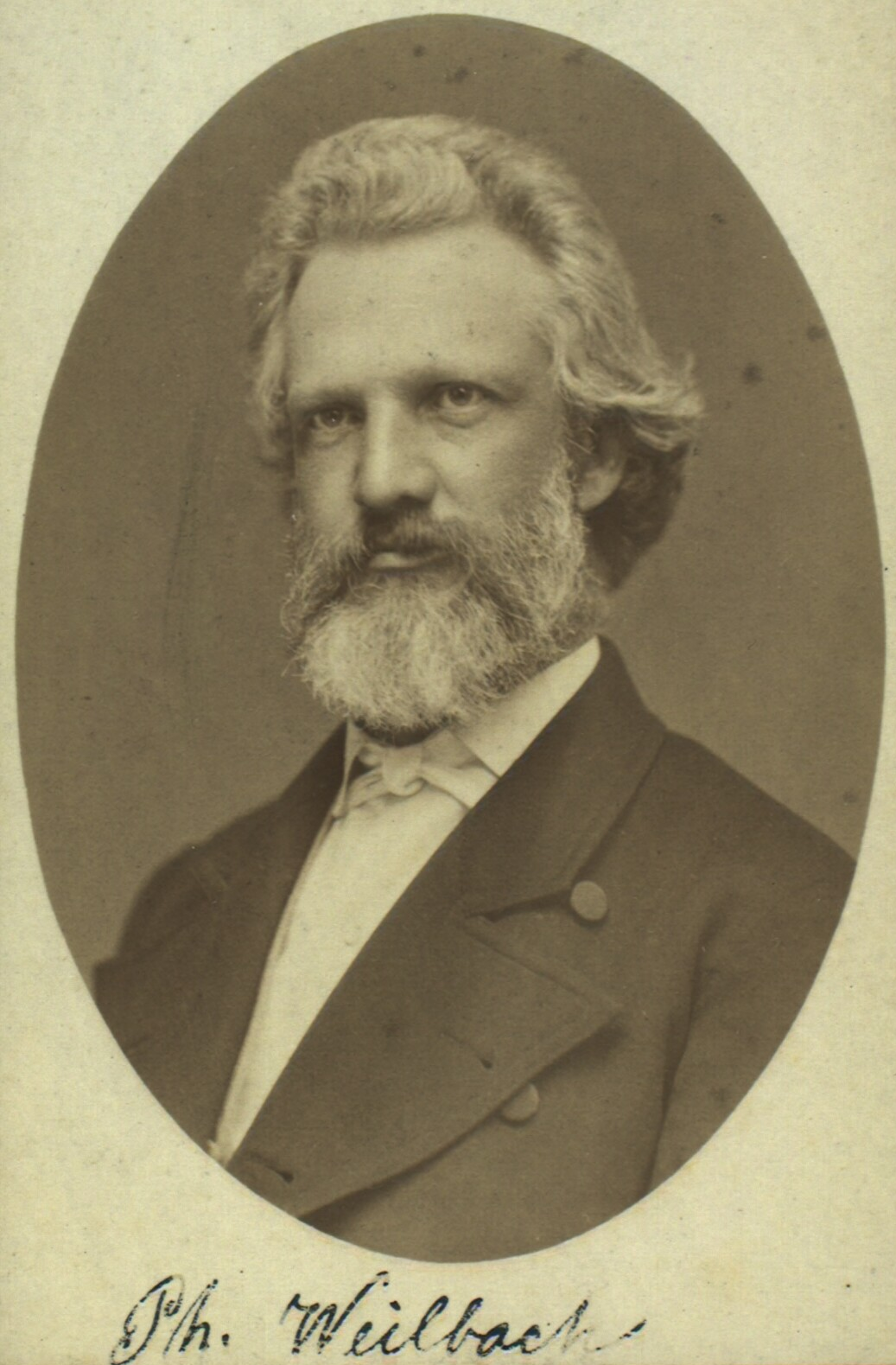
Philip Weilbach

Weilbachs Kunstnerleksikon, ook wel kortweg Weilbach genoemd, is het grootste biografische naslagwerk over Deense kunstenaars en over kunstenaars die in Denemarken hebben gewerkt. Er zijn sinds 1877 vier verschillende uitgaven verschenen met steeds een iets andere titel.
Philip Weilbach (1834-1900) publiceerde in 1877-78 een eendelig Dansk Konstnerlexikon (Deens kunstenaarslexicon). In 1895-96 verscheen van zijn hand een tweede druk in twee delen onder de titel Nyt dansk Kunstnerlexikon (Nieuw Deens kunstenaarslexicon).
Hoewel er reeds in 1917 plannen waren voor een derde uitgave, werd dit project pas vanaf 1943 onder leiding van de hoofdredacteur Merete Bodelsen met hulp van Povl Engelstoft uitgevoerd. Tussen 1947 en 1952 verscheen het driedelige Weilbachs Kunstnerleksikon.
De documentatie die Weilbach voor zijn boeken verzameld had, vormde samen met het materiaal dat door Merete Bodelsen bij elkaar was gebracht de basis voor de collectie van het in 1980 opgerichte Den selvejende institution Weilbachs Kunstnerleksikon (Het onafhankelijke instituut Weilbachs Kunstenaarslexicon). De documentatie werd sindsdien beheerd door Elisabeth Fabritius en Elisabeth Kofod-Hansen, die zorgden voor de uitbreiding van het archief. Het archief werd ook ter beschikking gesteld aan onderzoekers en andere geïnteresseerden via Danmarks Kunstbibliotek. Reeds in 1990 bevatte het archief materiaal over meer dan 35.000 kunstenaars.
In 1988 besloot Den selvejende institution om een vierde druk van het lexicon gereed te maken. Deze werd in de periode 1994-2000 uitgegeven onder redactie van Sys Hartmann. Weilbach - Dansk Kunstnerleksikon bevat in negen delen de biografieën van circa 10.000 Deense kunstenaars en kunstenaars die in Denemarken hebben gewerkt.
Deze vierde uitgave kan tegenwoordig online worden geraadpleegd via Kulturarvsstyrelsens Kunstindeks Danmark (KID).

## Online-uitgaven
- (da)  Dansk Konstnerlexikon (1. udgave, 1877-78), gedigitaliseerd door LFL's Bladfond.
- (da)  Nyt dansk Kunstnerlexikon (2. udgave, 1895-96), gedigitaliseerd door LFL's Bladfond.
- (da)  Weilbachs Kunstnerleksikon (3. udgave, 1947-52), gedigitaliseerd door LFL's Bladfond.
- (da)  Weilbach - Dansk Kunstnerleksikon (4. udgave, 1994-2000) op de website van de Kulturarvsstyrelsen.